# الحفیره، المدیناه
ال هفیراه، ال مدیناه یک منطقهٔ مسکونی در عربستان سعودی است که در استان مدینه واقع شده‌است.